# Биолошка деконтаминација
Биолошка деконтаминација је скуп мерa и поступакa којима се уклањају или неутралишу патогени микроорганизми до степена елиминисања ризика од настанка инфекције.

## Облици
Биолошка деконтаминација према начину извођења може бити: делимична или потпуна.

### Делимична
Делимичну биолошку деконтаминацију спроводи појединац или група особа непосредно по излагању биолошком агенсу. Подразумева поступке:
- трешења, четкања и чишћења одеће и обуће,
- прања водом и сапуном откривених делова тела,
- брисање коже дезинфекционим средствима.

Сви ови поступци се не смеју некритички примењивати, јер у случају дисперзије биолошких агенаса ваздухом трешење и четкање може довести до поновног стварања аеросола, чиме се ризик од настанка инфекције повећава.
Најсврсисходније је делимична деконтаминацију ограничити на прање откривених делова тела водом и сапуном, а ако је то могуће на њу се надовезује напуштање угроженог подручја, и најранија могућа потпуна деконтаминација, ван зоне деловања биолошког оружја.

### Потпуна
Потпуна биолошка деконтаминација се спроводи купањем и туширањем, уз темељно прање косматих делова тела и ноктију. Ствари и опрема се подвргавају деловању физичких и хемијских агенаса, а најефективније је излагати их високим температурама.
У примени хемијских средстава треба бити веома опрезан. За ту сврху највише се користи 0,5% раствор натријум-хипохлорита.

## Остале мере
Забрана употребе хране и воде
Воду и храну у зони деловања биолошких агенаса не треба користити, без обзира на спроведену деконтаминацију, осим у случају непостојања других извора снабдевања.
Пооштравање мера личне хигијене
И у најтежим околностима треба инсистирати на строжем и правилном спровођењу мера личне хигијене, као и хигијенских мера у припреми и подели хране, и пречишћавању воде.
Одлагање отпадних материја
На контаминираном подручју обавезнп треба применити стандардне поступке при одлагању отпадних материја. Посебну пажњу треба обратити на одлагање биолошког и другог материјала који потиче од оболелих или умрлих особа.
Дератизациј и дезинсекција
Често је потребно у контаминираном поидручју спровести и приоритетно сузбијање инсеката и глодара.